# 恩利尔·那丁·阿普利
恩利尔·那丁·阿普利（约公元前1103年—约公元前1100年在位）（英語：Enlil-nadin-apli）巴比伦第四王朝国王。尼布甲尼撒一世之子与继承人，他曾经统治过巴比伦。